# Даніель Дельгадільйо (плавець)
Даніель Дельгадільйо (27 вересня 1989) — мексиканський плавець.
Учасник Олімпійських Ігор 2020 року, де в марафонському плаванні на дистанції 10 кілометрів посів 17-те місце.